# Titan A.E.
Titan A.E. és una pel·lícula estatunidenca d'animació del 2000, codirigida per Don Bluth i Gary Goldman, i produïda per Fox Animation Studios i 20th Century Fox. Ha estat doblada al català. Encara que innovadora i beneficiant-se d'una realització cuidada (es va tractar d'una barreja d'imatges de síntesi i d'animació tradicional en 2D), el film va ser un fracàs econòmic, i va suposar la clausura dels Fox Animation Studios.

## Argument
En l'any 3028, la humanitat fa un descobriment capital en el domini de la formació de la terra: aquest projecte, batejat "Titan", obre noves possibilitats extraordinàries. Però una raça de criatures extraterrestres compostes d'energia pura, els Drej, hi veuen al contrari una amenaça per a la seva supremacia i en resposta ataquen i destrueixen la Terra, deixant només un grapat d'humans condemnats a errar pel Cosmos.
Cala Tucker, un noi fill de l'iniciador del projecte Titan i separat del seu pare en l'èxode, ha crescut a Tau-14, una colònia de ferrallers miserables. Quinze anys més tard, ha esdevingut un jove adult amargat, ufà i en rebel·lió permanent contra l'autoritat. Durant una baralla amb dues violentes locals, Cala és ajudat per Joseph Korso, un antic militar que va treballar temps enrere al costat del seu pare. Aquest últim va fugir a bord de la nau Titan en l'atac de la Terra, la missió de Korso consisteix a trobar la seva traça perquè aquest enginy espacial constitueix potser l'última esperança d'una humanitat en decadència...
Després d'un moment d'indecisió, Cala accepta finalment d'ajuntar-se a ell, i s'uneix al seu grup heteròclit, format per Preed, l'akrenià hipòcrita i xerraire, Stith, la mantrina experta en armament, impetuosa però lleial, Gune, l'astrogator maldestra i capritxosa, i finalment Akima, una fantàstica i intrèpida pilot...
Però la recerca del Titan no serà tranquil·la, sense comptar que els Drej són al seu darrere.

## Repartiment

### Veus angleses
- Matt Damon: Cala Tucker
- Drew Barrymore: Akima
- Bill Pullman: Korso
- Nathan Lane: Preed
- John Leguizamo: Gune
- Janeane Garofalo: Stith
- Tone Loc: Tek
- Jim Breuer: El cuiner

## Rebuda
Premis
- 2000: Premis Annie: 3 nominacions
- 2001: Premis Satellite: Nominada a Millor pel·lícula animada

Crítica
"Esplèndida pel·lícula (...) la novetat consisteix en el fet que el film combina animació tridimensional generada per ordinador amb els clàssics dibuixos pintats a mà (...) ciència-ficció curulla d'esperit aventurer"

## Banda Original
- Over My Head - Lit
- The End Is Over - Powerman 5000
- Cosmic Castaway - Electrasy
- Everything Under The Stars - Fun Lovin' Criminals
- It's My Turn To Fly - The Urge
- Like Lovers (Holding On) - Texas
- No Quite Paradise - Bliss
- Everybody's Going To The Moon - Jamiroquai
- Karma Slave - Slashdown
- Renegade Survivor - Wailing Souls
- Down To Earth - Luscious Jackson